# Heliococcus atriplicis
Heliococcus atriplicis är en insektsart som beskrevs av Mckenzie 1964. Heliococcus atriplicis ingår i släktet Heliococcus och familjen ullsköldlöss. Inga underarter finns listade i Catalogue of Life.